# Brachygobius doriae
Brachygobius doriae és una espècie de peix de la família dels gòbids i de l'ordre dels perciformes.

## Morfologia
- Els mascles poden assolir 4,2 cm de longitud total.[1][2]

## Hàbitat
És un peix d'aigua dolça, de clima tropical (22 °C-29 °C) i demersal.

## Distribució geogràfica
Es troba a Àsia: Indonèsia, Malàisia, Brunei i Singapur.

## Observacions
És inofensiu per als humans.